# Liste der Militärattachés der Deutschen Demokratischen Republik (nach Einsatzländern)
Die Militärattachés der DDR waren in den ersten Jahren der Existenz der Nationalen Volksarmee der Auslandsabteilung des Ministeriums für Nationale Verteidigung zugeordnet. Im Jahr 1974 wurden sie dem Chef der Militärischen Aufklärung der Nationalen Volksarmee unterstellt. Die folgende Liste beinhaltet eine namentliche Aufstellung aller Militärattachés und deren Gehilfen, die in den Jahren von 1952 bis 1990 für die Deutsche Demokratische Republik im Einsatz waren.

Während des Einsatzes haben sich die Dienstgrade entsprechend der Dienstlaufbahnbestimmungen der Nationalen Volksarmee geändert (Beförderungen). In der Liste sind die jeweils letzten bekannten Dienstgrade genannt.
In der Übersicht ist die amtliche Bezeichnung Militärattaché weggelassen.

## Afghanistan
1980–1983 Bernhard, Wolfgang (Oberstleutnant)
1982–1985 Adam, Klaus-Dieter (Hauptmann), Gehilfe
1983–1984 Teschner, Johannes (Oberst)
????–1990 Thomas, Hartmut (Oberstleutnant)

## Ägypten
1967–1970 Schönfelder, Joachim (Oberst)
1970–1975 Kiechle, Rolf (Oberst)
1972–1973 Schäfer, Hans (Major), Gehilfe
1974–1978 Grütz, Werner (Fregattenkapitän), Gehilfe
1975–1980 John, Hans-Joachim (Oberst)
1978–1981 Wendt, Karl-Heinz (Oberstleutnant), Gehilfe
1980–1982 Schäfer, Hans (Oberst)
1982–1984 Arnold, Karli (Oberst)
1985–1989 Herrmann, Rolf (Oberst)
1989–1990 Brüdgam, Achim (Oberstleutnant)

## Äthiopien
1976–1981 Kiechle, Rolf (Oberst)
1981–1984 Schwirtz, Ekkehard (Oberstleutnant)
1981–1982 Schöne, Bernhard (Hauptmann), Gehilfe
1982–1983 Schindler, Steffen (Major), Gehilfe

## Albanien
1959–1960 Müller, Rolf (Major)
1960–1961 Kautzsch, Walter (Major)

## Algerien
1970–1975 Wodäge, Werner (Oberst)
1975–1978 Müller, Rolf (Oberst)
1978–1980 Grütz, Werner (Fregattenkapitän)
1980–1984 Hofmann, Rainer (Oberst)
1982–1986 Kästner, Rainer (Oberstleutnant), Gehilfe
1984–1988 Kautschur, Tammo (Oberstleutnant)
1988–1990 Gruve, Hans-Joachim (Oberstleutnant)

## Angola
1976–1980 Leuner, Wolfgang (Oberst)
1980–1984 Papst, Norbert (Oberstleutnant)
1984–1988 Großmann, Peter (Oberstleutnant)
1988–1990 Neubert, Reinhard (Fregattenkapitän)

## Belgien
1974–1980 Lange, Joachim (Oberst)
1980–1984 Haase, Klaus (Oberst)
1984–1988 Biedermann, Bernd (Oberst)
1988–1990 Wolf, Peter (Oberst)

## Bulgarien
1957–1964 Haake, Bruno  (Oberstleutnant)
1960–1962 Eisenblatt, Karl-Heinz (Oberst), Gehilfe
1964–1967 Koch, Ernst (Oberstleutnant)
1968–1971 Witt, Erwin (Oberstleutnant)
1971–1975 Vieweg, Manfred (Oberstleutnant)
1975–1980 Jakob, Gerhard (Oberst)
1981–1982 Heim, Gerhard (Oberst)
1983–1985 Neumann, German (Oberst)
1985–1990 Wunder, Roland (Oberst)

## China
1957–1961 Weinhold, Johannes (Oberst)
1962–1965 Kautzsch, Walter (Oberstleutnant)
1962–1963 Häßler, Alfred (Kapitän zur See), Gehilfe
1971–1977 Kalisch, Erich (Oberst)
1971–1973 Heindorf, Bernhard (Oberstleutnant), Gehilfe
1973–1975 Neumann, German (Oberst), Gehilfe
1976–1979 Lohmann, Horst (Kapitän zur See), Gehilfe
1977–1981 Uhlstein, Wolfgang (Oberst)
1979–1982 Biedermann, Bernd (Oberstleutnant), Gehilfe
1981–1985 Müller, Egon (Oberst)
1982–1990 Eichner, Siegfried (Hauptmann), Gehilfe
1985–1986 Lohmann, Horst (Kapitän zur See)
1986–1990 Schindler, Steffen (Oberstleutnant)

## CSSR
1957–1959 Bauer, Eberhard (Major)
1957–1961 Koch, Ernst (Oberstleutnant), Gehilfe
1959–1965 Schörnig, Fritz (Oberst)
1961–1962 Schulz, (Hauptmann), Gehilfe
1965–1969 Griesbach, Karl (Oberstleutnant)
1965–1970 Grünberg, Heinz (Oberst), Gehilfe
1969–1974 Beutel, Heinz (Oberst)
1971–1972 Grahl, Bruno (Oberst), Gehilfe
1974–1977 Teschner, Johannes (Oberst)
1973–1976 Wendt, Karl-Heinz (Oberstleutnant), Gehilfe
1976–1977 Günzel, Heinz (Oberstleutnant), Gehilfe
1977–1982 Krüger, Gerhard (Oberst)
1977–1979 Bernhard, Wolfgang (Oberstleutnant), Gehilfe
1979–1982 Großmann, Peter (Oberstleutnant), Gehilfe
1982–???? Stern, Wolfgang (Oberstleutnant), Gehilfe
1982–1985 Niemand, Werner (Oberst)
1985–1989 Beutel, Heinz (Oberst)

## Dänemark
1974–1976 Schreiber, Peter (Fregattenkapitän)

## Finnland
1973–1978 Behring, Boris (Oberst)
1973–1974 Schilde, Gerhard (Oberst), Gehilfe
1976–1979 Dietrich, Joachim (Oberst), Gehilfe
1978–1983 Schwerke, Harry (Oberst)
1979–1982 Schade, Frieder (Oberstleutnant), Gehilfe
1982–???? Seyfarth, Bernd (Korvettenkapitän), Gehilfe
1983–1984 Schade, Frieder (Oberstleutnant)
1988–1990 Lehmann, Günter (Oberst)

## Griechenland
1983–1984 Harder, Jürgen (Kapitän zur See)
1984–1990 Creutzinger, Gerald (Oberst)

## Indien
1973–1977 Wiese, Heinz (Oberst)
1976–1977 Herrmann, Rolf (Oberst), Gehilfe
1977–1980 Hoffmann, Jura (Oberst)
1978–1980 Woithe, Helmut (Oberst), Gehilfe
1980–1984 Tschier, Wolfgang (Oberst)
1984–1988 Ballin, Hans-Ulrich (Oberstleutnant)
1988–1990 Dämmig, Heinz (Oberstleutnant)

## Irak
1969–1973 Wiese, Heinz (Oberst)
1969–1972 Tschier, Wolfgang (Oberst), Gehilfe
1973–1978 Tschier, Wolfgang (Oberst)
1978–1982 Wodäge, Werner (Oberst)
1982–1984 Berndt, Klaus (Oberstleutnant)

## Iran
1976–1980 Witt, Erwin (Oberst)
1980–1983 Wiese, Heinz (Oberst)
1983–1989 Jerominek, Helmut (Oberst)
1989–1990 Abel, Manfred (Oberst)

## Italien
1974–1975 Hoffmann, Jura (Oberst)
1976–1980 Neumann, German (Oberst)
1980–1984 Bröske, Lothar (Oberst)
1980–1982 Wille, Manfred (Korvettenkapitän), Gehilfe
1982–???? Schröder, Jürgen (Hauptmann), Gehilfe
1984–1988 Mitschke, Werner (Oberst)
1988–1990 Lange, Günter (Oberst)

## Jemen
1969–1974 Zeibig, Helmut (Oberst)
1975–1980 Moritz, Bruno (Oberst)
1980–1985 Herrmann, Rolf (Oberst)
1985–1989 Höntsch, Hans-Steffen (Oberst)
1989–1990 Draeger, Meinhard, (Oberstleutnant)

## Jordanien
1974–1978 Schwerke, Harry (Oberst) in Syrien und Jordanien
1978–1982 Müller, Herbert (Oberstleutnant) in Syrien, Jordanien und Libanon

## Jugoslawien
1963–1969 Kahn, Siegfried (Oberstleutnant), Gehilfe
1964–1970 Rathmann, Harry (Oberstleutnant)
1970–1974 Koch, Ernst (Oberstleutnant)
1973–1975 Harder, Jürgen (Kapitän zur See), Gehilfe
1974–1978 Litzroth, Werner (Oberst)
1975–1977 Audörsch, Manfred (Oberstleutnant), Gehilfe
1977–1979 Bröske, Lothar (Oberst), Gehilfe
1978–1984 Mäurer, Willy (Oberst)
1979–1982 Eckert, Siegfried (Oberstleutnant), Gehilfe
1982–1984 Höntsch, Hans-Steffen (Oberst), Gehilfe
1984–1990 Meyer, Hartmut (Oberst)

## Kambodscha
1969–???? Müller, Rudolf (Oberstleutnant)
1982–1983 Audörsch, Manfred (Oberstleutnant)
1984–1988 Gruve, Hans-Joachim (Oberstleutnant)

## Khmer
1968–1974 Müller, Rolf (Oberst)

## Kongo
1976–1978 Leuner, Wolfgang (Oberst)
1978–1981 Schanner, Werner (Fregattenkapitän)
1981–1985 Wendt, Karl-Heinz (Oberstleutnant)
1985–1988 Wolf, Peter (Oberst)

## Korea
1954–1958 Fischer, Richard (Generalmajor), Botschafter der DDR in Nordkorea
1958–1961 Beutel, Heinz (Oberst)
1961–1967 Schröter, Joachim (Oberst)
1967–1970 Schäfer, Heinz (Oberst)
1970–1974 Grünberg, Gottfried (Oberst)
1975–1980 Müller, Egon (Oberst)
1980–1984 Lohmann, Horst (Kapitän zur See)
1984–1988 Schwarz, Franz (Oberstleutnant)
1988–1990 Wiese, Heinz (Oberst)

## Kuba
1964–1967 Franke, Rolf (Kapitän zur See) in Kuba und Nicaragua
1967–1971 Fehlauer, Emil (Fregattenkapitän) in Kuba und Nicaragua
1971–1972 Daume, Joachim (Oberstleutnant) in Kuba und Nicaragua
1973–1975 Ziel, Günter (Fregattenkapitän) in Kuba und Nicaragua
1975–1977 Hoffmann, Jura (Oberst) in Kuba und Nicaragua
1977–1979 Ratzke, Herbert (Oberstleutnant) in Kuba und Nicaragua
1980–1982 Beutling, Horst (Oberst) in Kuba und Nicaragua
1983–1984 Dietrich, Joachim (Oberst) in Kuba und Nicaragua
1985–1988 Globisch, Bernward (Oberstleutnant) in Kuba und Nicaragua

## Libanon
1978–1982 Müller, Herbert (Oberstleutnant) in Syrien, Jordanien und Libanon
1984–1988  Brüdgam, Achim (Oberstleutnant), Gehilfe

## Libyen
1978–1980 Audörsch, Manfred (Oberstleutnant)

## Luxemburg
1974–1980	Lange, Joachim (Oberstleutnant) in Belgien und Luxemburg
1980–1984	Haase, Klaus (Oberst) in Belgien und Luxemburg
1984–1988	Biedermann, Bernd (Oberst) in Belgien und Luxemburg
1988–1990	Wolf, Peter (Oberst) in Belgien und Luxemburg

## Mexiko
1977–1981 Häßler, Alfred (Kapitän zur See)
1981–1983 Hoffmann, Jura (Oberst)
1982–1986 Oettel, Eberhard (Oberstleutnant), Gehilfe
1983–1986 Hofmann, Klaus Eberhard (Kapitän zur See)
1986–1988 Oettel, Eberhard (Oberstleutnant)
1986–1990 Lumpe, Martin (Fregattenkapitän), Gehilfe
1988–1990 Globisch, Bernward (Oberstleutnant)

## Mocambique
1982–1984 Ratzke, Herbert (Oberstleutnant)
1990–1990 Woithe, Helmut (Oberst)

## Nicaragua
1982–1986 Oettel, Eberhard (Oberstleutnant), Gehilfe
1964–1967 Franke, Rolf (Kapitän zur See) in Kuba und Nicaragua
1967–1971 Fehlauer, Emil (Fregattenkapitän) in Kuba und Nicaragua
1971–1972 Daume, Joachim (Oberstleutnant) in Kuba und Nicaragua
1975–1977 Hoffmann, Jura (Oberst) in Kuba und Nicaragua
1980–1982 Beutling, Horst (Oberst) in Kuba und Nicaragua
1983–1984 Dietrich, Joachim (Oberst) in Kuba und Nicaragua

## Österreich
1974–1979 Haake, Bruno (Oberst)
1975–1978 Hofmann, Rainer (Oberst), Gehilfe
1977–1980 Haase, Klaus (Oberst), Gehilfe
1979–1983 Taubert, Klaus (Oberstleutnant)
1980–1982 Paul, Gert (Oberstleutnant), Gehilfe
1982–1985 Schuricht, Dieter (Oberstleutnant), Gehilfe
1983–1986 Hoffmann, Jura (Oberst)
1986–1986 Vieweg, Manfred (Oberstleutnant)

## Peru
1977–1981 Friedewald, Karl-Heinz (Oberstleutnant)
1981–1983 Häßler, Alfred (Kapitän zur See)
1984–1986 Schneider, Rolf (Oberstleutnant)
1987–1990  Holland, Klaus-Dieter (Oberstleutnant)

## Polen
1958–1960 Pfennig, Arthur (Oberstleutnant)
1960–1960 Schröter, Joachim (Oberst)
1960–1962 Engels, (Oberst)
1960–1962 Franke, Rolf (Kapitän zur See), Gehilfe
1962–1967 Kalisch, Erich (Oberst)
1962–1964 Koch, Ernst (Oberstleutnant), Gehilfe
1967–1972 Lindner, Manfred (Oberst)
????–1970 Kiechle, Rolf (Oberst), Gehilfe
1972–1977 Grahl, Bruno (Oberst)
1973–1974 Hoffmann, Jura (Oberst), Gehilfe
1974–1976 Arnold, Karli (Oberst), Gehilfe
1977–1981 Persicke, (Oberst)
1977–1981 Berndt, Klaus (Oberstleutnant), Gehilfe
1981–1982 Niemand, Werner (Oberst)
1983–1984 Krüger, Gerhard (Oberst)

## Rumänien
1958–1958 Franz, Manfred (Major)
1958–1962 Huhn, Heinz (Major)
1963–1966 Zander, (Oberst)
1966–1970 Behring, Boris (Oberst)
1970–1974 Beutling, Horst (Oberst)
1974–1979 Niemand, Werner (Oberst)
1979–1983 Schröter, Joachim (Oberst)
1981–1984 Kerzig, Horst (Fregattenkapitän), Gehilfe
1983–1984 Friedewald, Karl-Heinz (Oberstleutnant)
1985–1990 Luderfinger, Richard (Kapitän zur See)
1989–1990 Neuschulz, (Oberstleutnant), Gehilfe

## Schweden
1973–1977 Mitschke, Werner (Oberst)
1977–1982 Lehmann, Günter (Oberst)
1982–1984 Grahl, Bruno (Oberst)
1982–1984 Gutte, Karl-Heinz (Oberstleutnant), Gehilfe
1984–1986 Funk, Günter (Oberstleutnant)
1990–1990 Schanner, Werner (Fregattenkapitän)

## Schweiz
1974–1979 Schilde, Gerhard (Oberst)
1984–1985 Papst, Norbert (Oberstleutnant)
1985–1987 Lange, Günter (Oberst), Gehilfe
1986–1990 Adam, Klaus-Dieter (Oberstleutnant)

## Sudan
1969–1973 Mitschke, Werner (Oberst)
1973–1977 Schäfer, Hans (Major)

## Syrien
1969–1974 Kahn, Siegfried (Oberstleutnant)
1974–1978 Schwerke, Harry (Oberst) in Syrien und Jordanien
1978–1982 Müller, Herbert (Oberstleutnant) in Syrien, Jordanien und Libanon
1984–1987 Berndt, Klaus (Oberstleutnant)
1987–1990 Newiger, Hartmut (Oberst)
1990–1990 John, Hans-Joachim (Oberst)
1970–1973 Tschier, Wolfgang (Oberst), Gehilfe
1972–1975 Müller, Herbert (Oberstleutnant), Gehilfe
1975–1977 Newiger, Hartmut (Oberst), Gehilfe
1977–1979 Schwirtz, Ekkehard (Oberstleutnant), Gehilfe
1979–1982 Rodemann, Andreas (Fregattenkapitän), Gehilfe
1982–1983 Abel, Manfred (Oberst), Gehilfe
1983–1985 Dämmig, Heinz (Oberstleutnant), Gehilfe
1990–1990 Rodemann, Andreas (Fregattenkapitän), Gehilfe
1990–1990 Raabe, (Oberstleutnant), Gehilfe

## UdSSR
1957–1959 Gartmann, Hermann (Generalmajor)
1960–1961 Grünberg, Gottfried (Oberst)
1961–1962 Böhme, Kurt (Oberst)
1962–1967 Fischer, Richard (Generalmajor)
1967–1973 Menzel, Rudolf (Generalleutnant)
1973–1975 Vogt, Hermann (Generalmajor)
1972–1976 Eisenblatt, Karl-Heinz (Oberst), Stellvertreter
1976–1978 Drews, Karl-Heinz (Generalmajor)
1978–1982 Rother, Gerhard (Generalmajor)
1982–1985 Oldenburg, Günter (Generalmajor)
1985–1987 Barthel, (Generalmajor)
1987–1990 Unterdörfel, Hans (Generalmajor)
1958–1962 Schmid, (Oberstleutnant), Gehilfe
1962–1964 Bahnik, Horst (Oberstleutnant), Gehilfe
1962–1963 Koenen, (Major), Gehilfe
1963–1964 Franke, Rolf (Kapitän zur See), Gehilfe
1964–1966 Behring, Boris (Oberst), Gehilfe
1964–1966 Schilde, Boris (Oberstleutnant), Gehilfe
1969–1970 Beutling, Horst (Oberst), Gehilfe
1978–1982 Poch, Günter (Major), Gehilfe
1982–1986 Kind, Michael (Oberleutnant), Gehilfe

## Ungarn
1957–1959 Winkler, Heinrich (Major)
1959–1962 Reinke, Horst (Oberstleutnant)
1963–1967 Beutel, Heinz (Oberstleutnant)
1967–1969 Spakowska, Gerhard (Oberstleutnant)
1969–1974 Meurer, Willy (Oberstleutnant)
1974–1978 Barthel, Heinz (Oberst)
1978–1982 Eisenblatt, Karl-Heinz (Oberst)
1982–1984 Heim, Gerhard (Oberst)
1977–1978 Woithe, Helmut (Oberst), Gehilfe
1978–1982 Meyer, Hartmut (Oberst), Gehilfe
1982–???? Seel, Wilfried (Hauptmann), Gehilfe

## Vietnam
1960–1963 Witt, Erwin (Oberst)
1963–1967 Müller, Rolf (Oberst)
1967–1970 John, Hans-Joachim (Oberst)
1968–1973 Böhme, Winfried (Oberst)
1973–1977 Heindorf, Bernhard (Oberstleutnant)
1977–1981 Arnold, Karli (Oberst)
1981–1985 Woithe, Helmut (Oberst)
1985–1990 Kerzig, Horst (Fregattenkapitän)
????–???? Müller, Werner (Oberstleutnant), Gehilfe
????–???? Richter, Karl-Heinz (Oberstleutnant), Gehilfe

## Zypern
1977–1981 Harder, Jürgen (Kapitän zur See)
1981–1986 Witt, Erwin (Oberst)
1986–1990 Schuricht, Dieter (Oberstleutnant)